# Kilimandscharo-Guereza
Der Kilimandscharo-Guereza (Colobus caudatus) ist eine Primatenart aus der Gruppe der Stummelaffen. Er ist eng mit dem bekannten Mantelaffen (Colobus guereza) verwandt und hat von allen Vertretern seiner Gattung das kleinste Verbreitungsgebiet. Er lebt im Norden von Tansania in den Bergwäldern an den Hängen des Kilimandscharo und des Mount Meru, im Arusha National Park, der den Mount Meru umgibt, in der Gegend um Moshi und im Kitobo-Forest und Loitokitok-Forest im angrenzenden Kenia.

## Merkmale
Der Kilimandscharo-Guereza ist eine relativ große, stämmige Affenart mit langem, schwarz-weiß gezeichnetem Fell. Äußerlich ist er kaum vom Mantelaffen zu unterscheiden. Der Schwanz ist länger als die Kopf-Rumpf-Länge. Er ist größtenteils weiß, lediglich an der Basis (weniger als 20 % der Schwanzlänge) ist er dunkel, aber nicht rein schwarz, wie beim Mantelaffen, sondern grau-schwarz. Die Schädelmorphometrie der männlichen Kilimandscharo-Guereza unterscheidet sich von der aller anderen Männchen der fünf übrigen Schwarz-weißen Stummelaffenarten. Bei den Weibchen gibt es lediglich zu den Weibchen der Mantelaffenunterart Colobus guereza matshiei eine kleine Überlappung bezüglich der Schädelmaße. Die lauten Rufe der männlichen Kilimandscharo-Guerezas sind höher als die der Mantelaffen.

## Lebensraum und Lebensweise
Das gesamte Verbreitungsgebiet des Kilimandscharo-Guereza umfasst nur wenig mehr als 4000 km², das zu 98 % auf tansanischem Territorium liegt. Im südlichen Kenia kommt er in den ans Kilimandscharogebiet angrenzenden Waldreservaten Kitobo (1,6 km²) und Loitokitok (4,2 km²) vor. Der Kilimandscharo-Guereza lebt in feuchten Galeriewäldern und Bergnebelwäldern in Höhen von 600 bis 3050 Metern. Er lebt in kleinen zwei bis zehn Exemplare umfassende Gruppen und ernährt sich vor allem von Blättern. Lebensweise, Ernährung und Fortpflanzungsbiologie sind bisher nicht genauer erforscht worden, ähneln aber mit hoher Wahrscheinlichkeit der des Mantelaffen.

## Systematik
Der Kilimandscharo-Guereza wurde 1885 durch den englischen Zoologen Oldfield Thomas als Unterart des Mantelaffen erstmals wissenschaftlich beschrieben. Schon zwei Jahre später erhob der französische Zoologe Alphonse Trémeau de Rochebrune den Kilimandscharo-Guereza zu einer eigenständigen Art. Dem schloss sich Thomas 1900 an, nachdem der US-amerikanische Biologe Frederick William True 1892 festgestellt hatte, dass sich die Schädel der beiden Arten deutlich unterscheiden und es keine intermediären Formen gibt. In den folgenden Jahrzehnten wurde der Kilimandscharo-Guereza von einigen Autoren als eigenständige Art, von anderen als Unterart des Mantelaffen klassifiziert. Der US-amerikanische Primatologe Thomas M. Butynski und seine Kollegin Yvonne A. de Jong plädierten 2018 mit Hinweis auf das phylogenetische Artkonzept dafür, den Kilimandscharo-Guereza wieder den Status einer eigenständigen Art zu geben. Das Verbreitungsgebiet des Kilimandscharo-Guereza liegt mehr als 150 km von den nächsten Vorkommen des Mantelaffen entfernt und zwischen beiden Gebieten liegen aride, baumarme Steppen und Halbwüsten und das Östliche Rift, so dass beide Arten seit langem voneinander isoliert sind.
Die Internationale Union zur Bewahrung der Natur (IUCN) listet den Kilimandscharo-Guereza seit Januar 2020 als eigenständige Art. Nach Untersuchungen des deutschen Primatologen Dietmar Zinner und seiner Mitarbeiter ist der Kilimandscharo-Guereza jedoch die Schwesterart des Kikuyu-Guerezas (C. g. kikuyuensis) und beide zusammen bilden die Schwestergruppe zur Nominatform des Mantelaffen (C. g. guereza). Den Status einer eigenständigen Art kann der Kilimandscharo-Guereza infolgedessen nur bekommen wenn auch die anderen Unterarten des Mantelaffen eigenständige Arten werden.

## Gefährdung
Der Kilimandscharo-Guereza ist im Kilimandscharo-Nationalpark und im Arusha-Nationalpark relativ häufig. Die Gesamtpopulation in Tansania wird auf mehr als 10.000 Exemplare geschätzt. In Kenia sind es wahrscheinlich weniger als 200 Tiere. Die IUCN schätzt den Bestand der Art als gefährdet ein. Bedroht sind vor allem die außerhalb der Nationalparks lebenden Tiere, deren Lebensraum durch Abholzung und Ausbreitung der Plantagenwirtschaft immer kleiner wird.